# سامبا پورانا

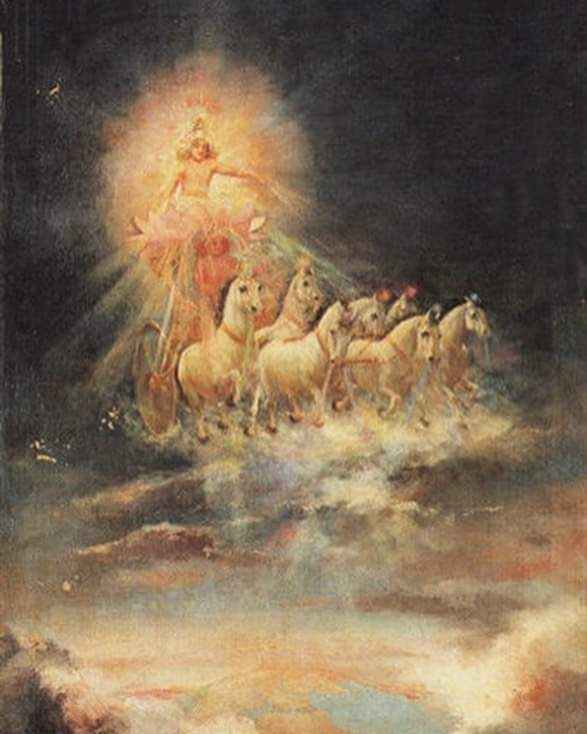
تصویر سوریا خدای خورشید هندی

سامبا پورانا (انگلیسی: Samba Purana) یکی از اوپاپوراناهای سائورا است. این متن به سوریا (ایزد) اختصاص دارد. تجدید متن موجود در نسخه‌های چاپی دارای ۸۴ فصل است.
این متن شامل تعدادی روایات است که به آفرینش، جزئیات منظومه شمسی، کسوف، جغرافیای زمین، توصیف سوریا و یارانش، ساختن تصاویر این خدایان، جزئیات یوگا، آداب و رسوم، تلاوت مانتراها (مانند ذکر است) و ژنیت می‌پردازد.
پس از شروع مرسوم در فصل ۱، این متن شامل روایت سامبا پسر کریشنا است که پس از نفرین شدن توسط حکیم دورواسا به جذام مبتلا شد و متعاقباً با پرستش سوریا در معبدی که توسط او در معبد میتراوانا در سواحل سانگا (آبان) چاند ساخته شد، درمان شد. تمام این روایت به عنوان گفتگوی بین پادشاه بریهادبالا از سلسله ایکشواکو و حکیم واشیشتا ارائه شده است.
در فصل دوم، سامبا، پسر کریشنا نفرین شد که به جذام مبتلا شود. سپس در فصل ۵، نارده به سامبا توصیه کرد که سوریا را پرستش کند. در فصل ۱۴، سامبا خود را مشغول تاپاس (ادیان هند)، مراقبه در مورد سوریا در میتراوان (که توسط محققان به عنوان مولتان شناخته می‌شود) که سامباپور نامیده می‌شود، مشغول شد. در فصل ۱۶، سامبا بت میان جریان سوریا را در رودخانه چاندراگاگا (چیناب) کشف کرد.
فصول ۲۶–۲۷ این متن داستان آوردن هجده ماگا برهمانا از شاکادویپا (Shakadwipiya) توسط سامبا (پسر کریشنا) و انتصاب آنها به عنوان کاهنان معبد سوریا/خدای خورشید در میتراوانا را روایت می‌کند. سپس در فصل ۲۷ به او گفته می‌شود که فقط ماگا برهمانا در شکادویپا قادر به پرستش بت (مورتی) سوریا هستند. سامبا سپس به شاکادویپا رفت و ماگا برهمن‌ها را برای پرستش سوریا آورد. ماگا به عنوان خواندن وداها به شیوه ای مرموز توصیف می‌شود، آنها آوایانگا (مانند کستی) می‌پوشند. آب هوم می‌نوشند. سامبا ۱۸ خانواده را از شاکادویپا آورد که بر روی پرنده الهی گارودا پرواز کردند. تصویر سوریا توضیح داد که در خود شکادویپا ساخته شده و در نهایت به میتراوانا رسیده است. بخش اعظم متن به آیین‌های مرتبط با پرستش خورشید اختصاص دارد.

## تاریخچه
راجندرا چاندرا هازرا - یکی از محققان برجسته ادبیات پورانی - در مطالعات خود در اوپاپورانا، سامبا پورانا را نوشته شده بین ۶۵۰ تا ۸۵۰ میلاد می‌داند. متن در Brāhmaparvan از بهاویشیا پورانا تا حد زیادی از سامبا پورانا گرفته شده است که قدیمی‌تر تلقی می‌شود.
کتیبه گوویندپور شاعر گانگادار
کتیبه ای از ساکا ۱۰۵۹ (۱۱۳۷–۳۸ پس از میلاد) توسط کانینگهام در گوویندپور در بخش ناوادا در ناحیه گایا کشف شد. این گزارش دعوت ماگا برهمن‌ها توسط سامبا را نشان می‌دهد. خانواده علمی گنگادار به طایفه ای از ماگا برهمن‌ها تعلق داشتند. کتیبه تأیید می‌کند که این سنت قبل از ساکا ۱۰۵۹ وجود داشته است و قدمت متن سامبا پورانا را تأیید می‌کند. منطقه گایا مرکز اصلی برهمن‌های شکادویپیا (مغان برهمن) است که از نام‌های روستاهای محلی به عنوان بخش‌های برون‌همسر جامعه خود استفاده می‌کنند.

## ننابع
- Ahmad, Erfan (2008). Sāmba Purāna: a study (PDF) (Thesis). Aligarh, India: Aligarh Muslim University.
- Dowson, John (5 November 2013) [2000]. A Classical Dictionary of Hindu Mythology, and Religion, Geography, History (به انگلیسی). Routledge. ISBN 978-1-136-39029-6. Retrieved 29 April 2017.
- Glaesser, Gustav (1969). "Review of Das Bhaviṣyapurāṇa (Münchener Indologische Studien vol. 5)". East and West. 19 (3/4): 511–513. ISSN 0012-8376. JSTOR 29755461.
- Hazra, R.C. (2003) [1962]. "The Upapuranas".  In Radhakrishnan, S. (ed.). The Cultural Heritage of India. Vol. 2. Kolkata: The Ramakrishna Mission Institute of Culture. ISBN 81-85843-03-1.
- Hohenberger, Adam (1967).  Hoffmann, Helmut (ed.). Das Bhaviṣyapurāṇa. Münchener Indologische Studien. 5 (به آلمانی). Wiesbaden: Otto Harrassowitz. ISSN 0077-1880.
- Jha, Bhavanath (2011). An Introduction To The Samba Purana (به Hindi).{{cite book}}:  نگهداری یادکرد:زبان ناشناخته (link)
- Kielhorn, F. (1894). "Govindpur stone inscription of the poet Gangadhar, the Śaka year 1059". Epigraphia Indica. 2: 330–342.
- Ray, H.C. (1931). Dynastic History Of Northern India. Vol. 1. New Delhi: Munshiram Manoharlal Publishers.
- Tripathi, Shrikrishnamani, ed. (1983). Sāmbapurāṇam (Upapurāṇam). Varanasi: Krishnadas Academy.